# Station Rheden
Station Rheden is een spoorwegstation in het Gelderse Rheden aan de IJssellijn tussen Arnhem en Zutphen. Het station werd geopend in 1882 en op 2 oktober 1927 werd het gesloten. Op 18 mei 1952 werd het heropend als vervanging van station De Steeg. Station Rheden ligt veel dichter bij het centrum van Rheden. De aanleiding voor deze verplaatsing was de elektrificatie van de IJssellijn in 1953. De perrons liggen aan weerszijden van de overweg met de Groenestraat in een bajonetligging.

## Stationsgebouw (1952-2007)
Het door Koen van der Gaast ontworpen stationsgebouw uit 1952 was gebouwd bij de overweg op het perron richting Zutphen. Het was een eenvoudig rechthoekig gebouw met loketten, een bagagedepot en een fietsenstalling. De treinreiziger kon het stationsgebouw niet binnentreden, maar werd enigszins beschermd tegen de weersinvloeden door een grote luifel. Opvallend aan het gebouw was de landelijke uitstraling: een lange gemetselde plantenbak voor een blokhutachtige bruingebeitste houten gevel met vierkante ramen. Al snel bleek de inpandige rijwielstalling te klein en er werd begin jaren zestig een nieuwe stalling gebouwd in het verlengde van het stationsgebouw. De oude fietsenstalling werd verbouwd tot overdekte wachtruimte. In 1969 werd het loket gesloten en het gebouw verhuurd aan een drukkerij. De reiziger diende een kaartje te kopen in de trein. In de jaren tachtig werd het loket weer opengesteld, maar in 1997 definitief gesloten en vervangen door een kaartautomaat. Het stationsgebouw is in december 2007 afgebroken. Het voormalige rijwielstallingsgebouw is blijven staan en wordt gebruikt door een rijwielhandelaar.

## Goederenstation
Rheden kende ook een eigen goederenstation, Rheden GE. Dit lag een klein stukje voorbij het reizigersstation in de richting van Dieren. Er bestonden hier bedrijfsaansluitingen naar de fabrieken van de Meteoor (betonproducten), Thomassen (motoren) en Hermes (staal). Het goederenstation is in 1984 gesloten.

## Treinseries
| Serie | Treinsoort    | Route                                                            | Bijzonderheden |
| ----- | ------------- | ---------------------------------------------------------------- | --- |
| 7600  | Sprinter (NS) | Wijchen – Nijmegen – Arnhem Centraal – Rheden – Dieren – Zutphen | 's Avonds na 20:00 uur en op zondag wordt er niet tussen Nijmegen en Wijchen v.v. gereden en wordt 1x per uur gereden tussen Arnhem Centraal en Zutphen v.v. |

De dienstregeling wordt uitgevoerd door de Nederlandse Spoorwegen.

## Ontwikkeling aantal reizigers
Het aantal door NS vervoerde reizigers (per gemiddelde werkdag) ontwikkelde zich sedert 2019 als volgt:
| Jaar | Aantal reizigers |
| ---- | ---------------- |
| 2019 | 869              |
| 2020 | 444              |
| 2021 | 500              |
| 2022 | 660              |
| 2023 | 803              |
| 2024 | 813              |

## Afbeeldingen

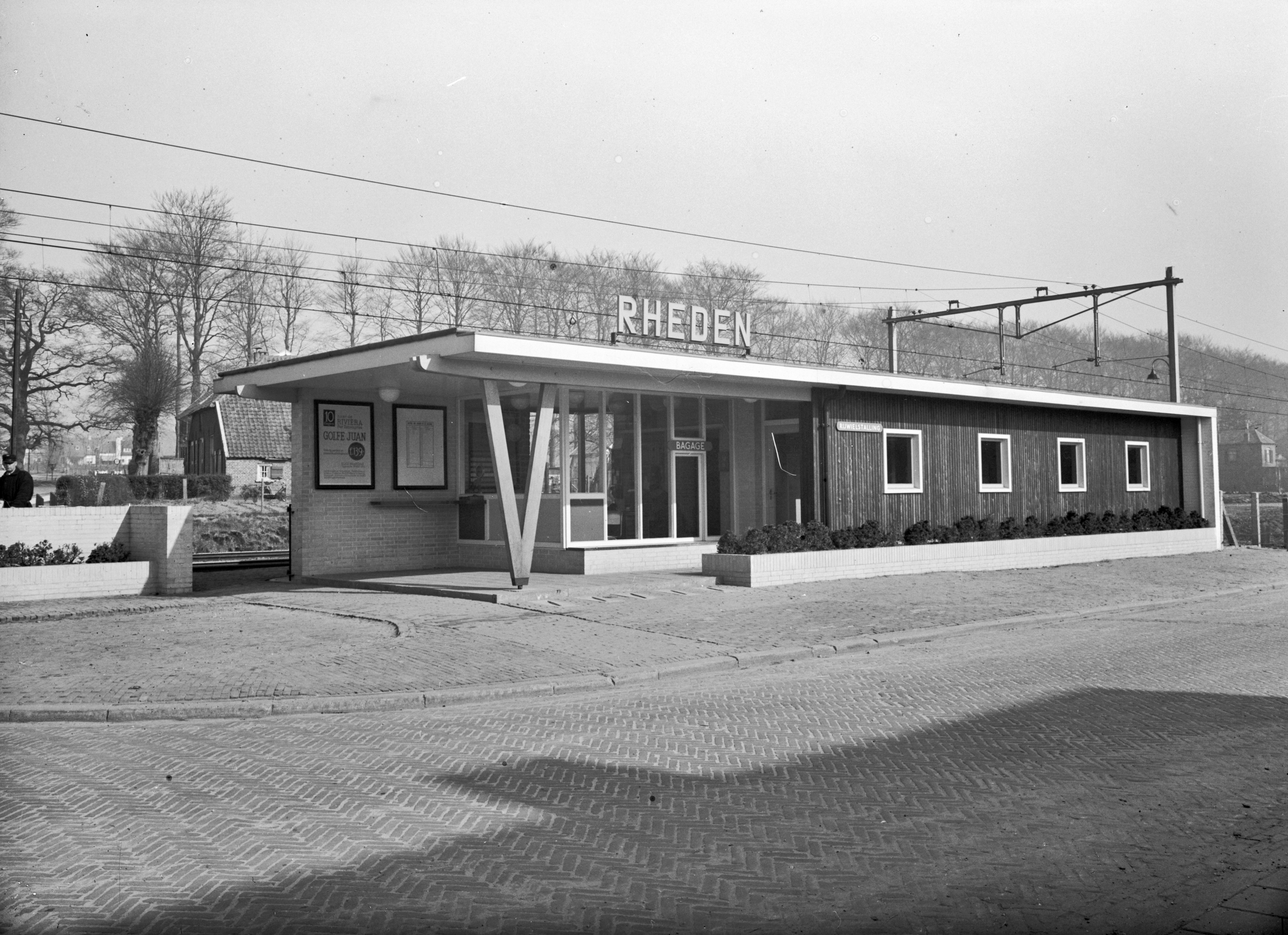
Station in 1953
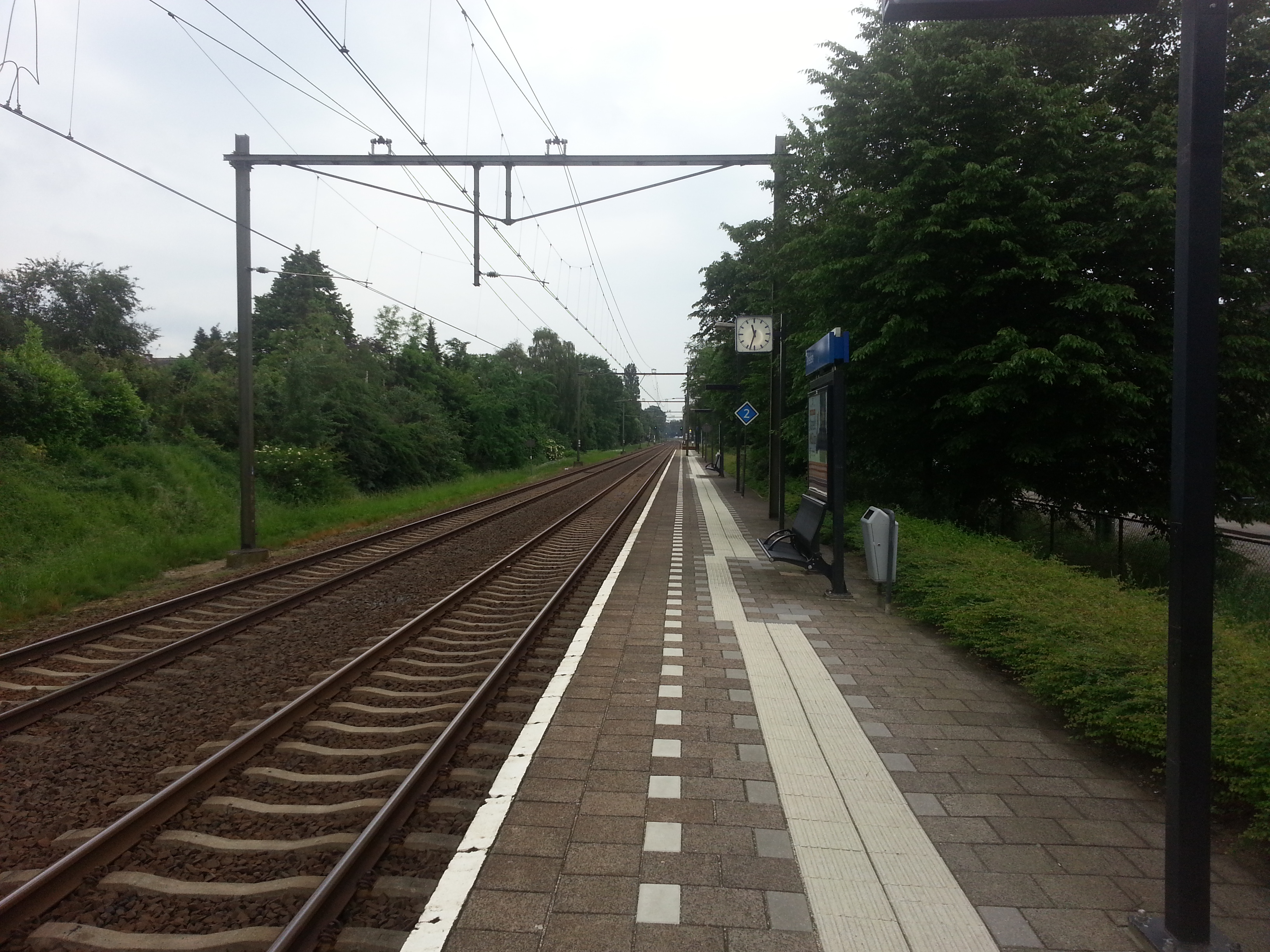
Een van de perrons
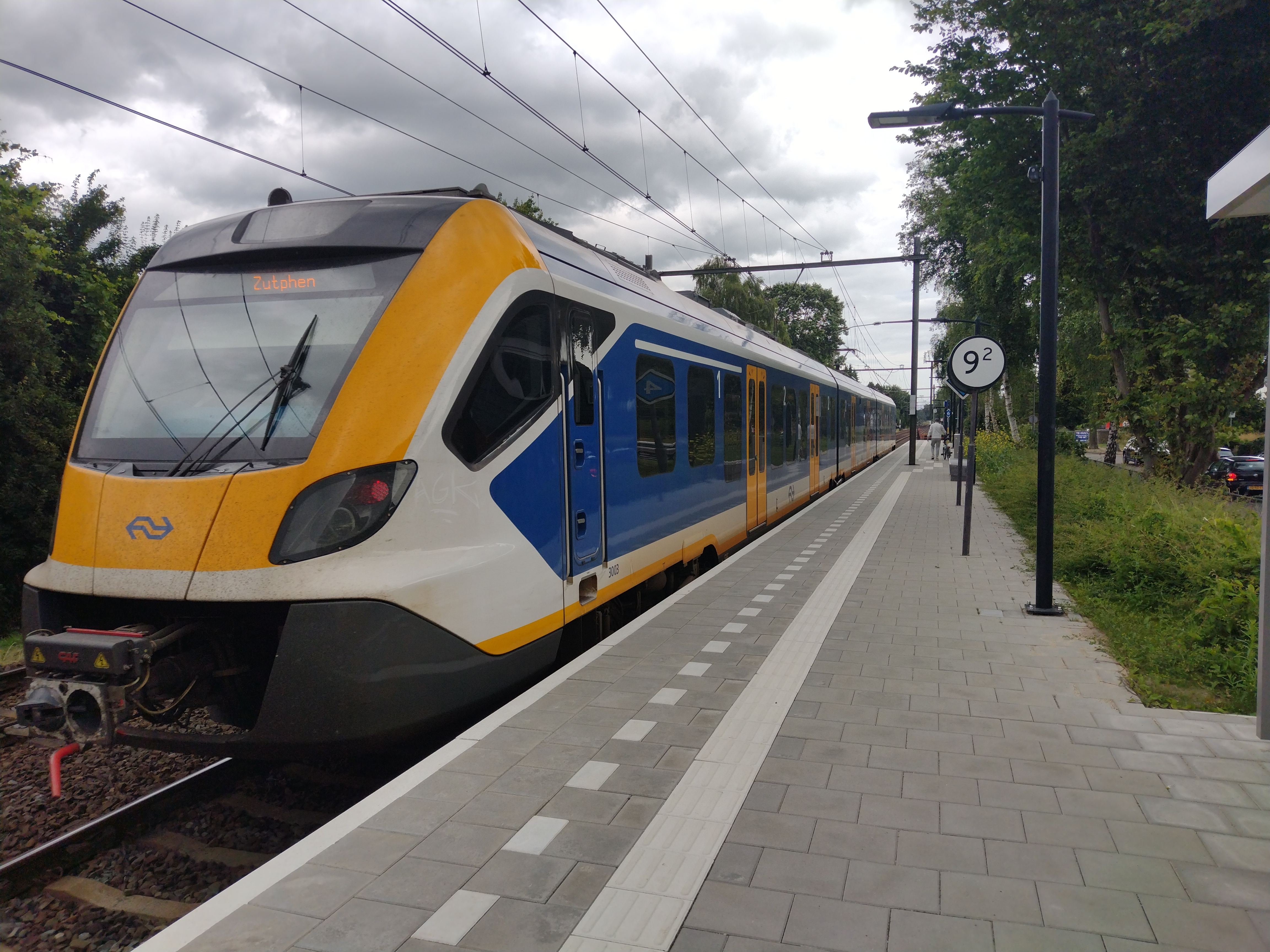
SNG op het station
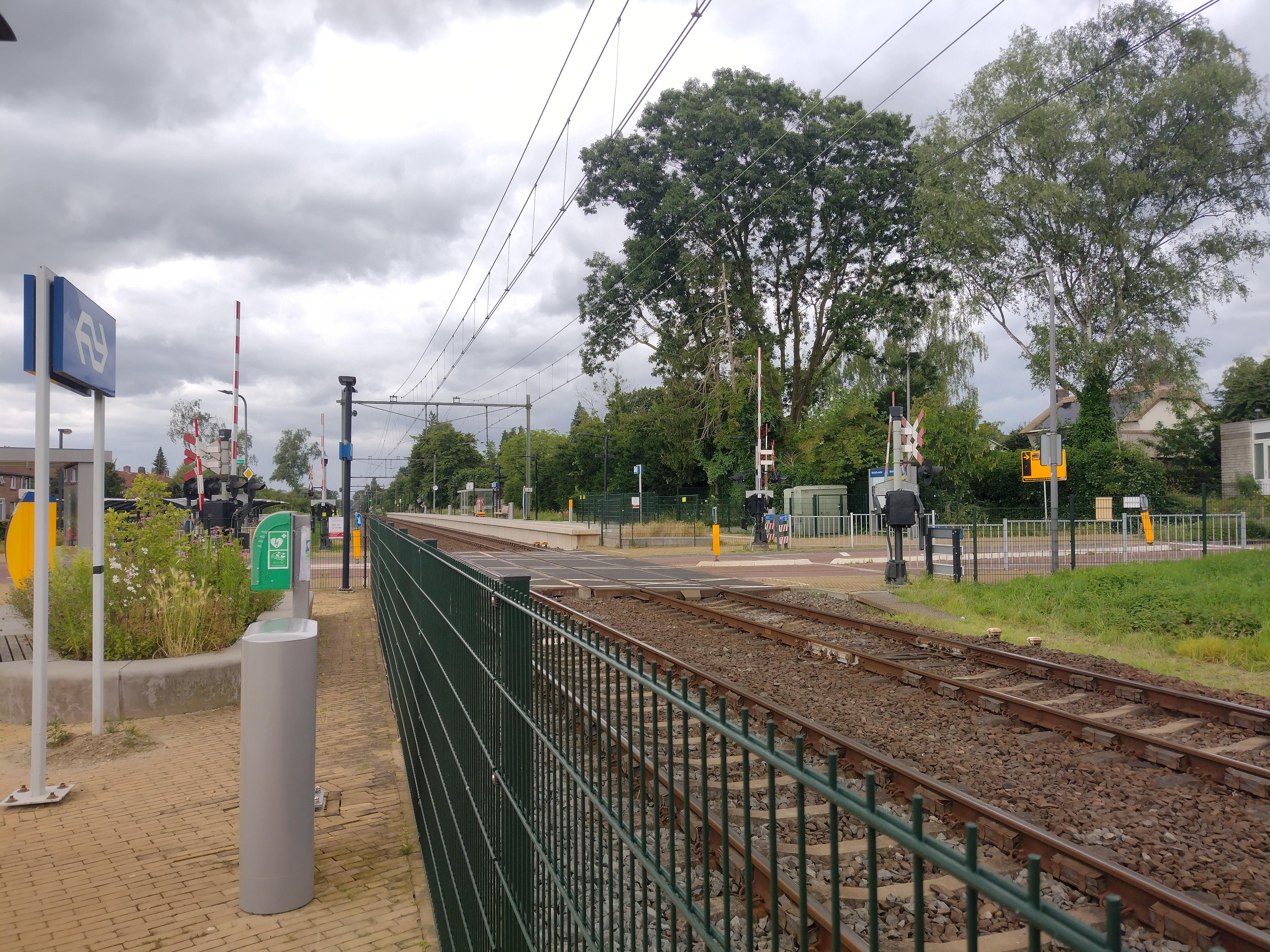
Perron met spoor 1
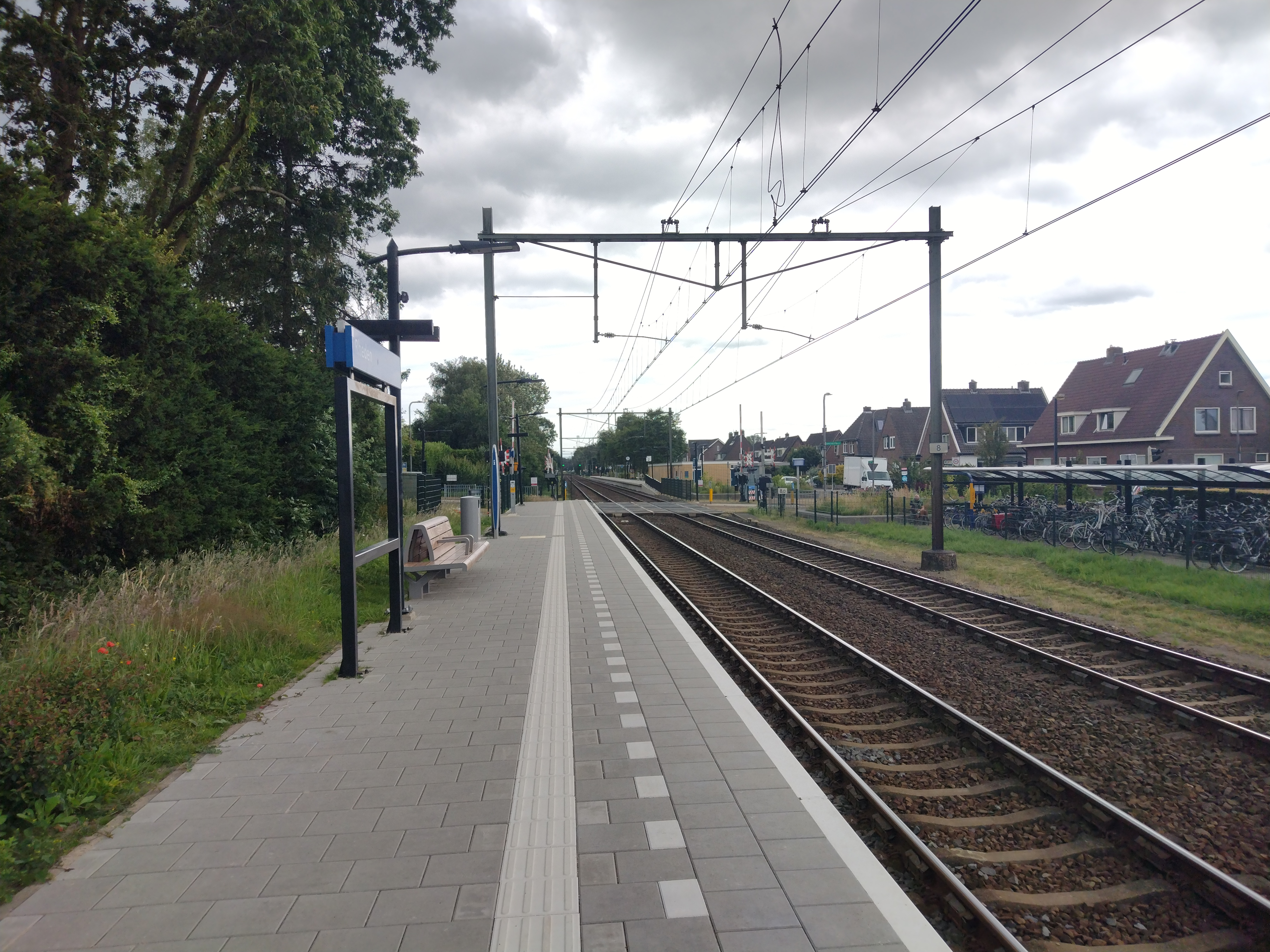
Perrons in bajonetligging